# Rasheed Wallace
Rasheed Abdul Wallace (17 de setembre de 1974, Philadelphia, Pennsylvania) va ser un jugador professional de bàsquet estatunidenc. Actualment està retirat de l'NBA.

## Característiques tècniques
Mesura 2,13 cm i pesa 105 kg. La seva posició a la pista i on havia desenvolupat bona part de la seva carrera era la d'aler pivot, tot i que també actuava com a pivot o bé d'aler.